# Абрахам Босс
Абраха́м Босс (фр. Abraham Bosse, бл. 1603, Тур — 14 лютого, 1676) — французький художник, гравер, малювальник.

## Життєпис
Народився в місті Тур. Місяць і рік народження невідомі. Рік народження позначають як 1603 (1602/1604). Походив з родини французьких протестантів, чим помітно відрізнявся від католицького оточення. Батько (Луї Босс або Луї Боссе) був кравцем німецького походження. Постійне спостерігання за працею батька обумовило підвищену увагу майбутнього гравера до одягу, до зміни мод, що відбилось і в його творах.
Навчався гравюрній техніці у Мельхіора Таверньє (1564—1641). Перші відомі гравюри датовані 1622 роком. Безумовно, що на художню манеру митця мали вплив твори відомого майстра офорту Жака Калло з Лотарингії, що не входила ще тоді до складу королівської Франції, а була самостійною державою.
В першій половині художньої кар'єри Абрахам Босс був зосереджений на побутових сценах, релігійних зображеннях. Створив чимало композицій з елегантними дамами і чоловіками в різних інтер'єрах. Серед них — весілля, відвідини лазарету, аудієнції, що давав король Франції Луї XIII.
Абрахам Босс створив найкращі в XVII столітті композиції і з зображенням майстерні граверів та друкарні офортів, що увійшли в золотий фонд друкованої графіки.
Залишаючись гугенотом (протестантом), тим не менше виконав ілюстрації для католиків-споживачів, підійшовши до справи як раціоналіст і практик, що заробляв гроші. Працював ілюстратором книг. Частка друкованої графіки майстра мала самостійний характер, не пов'язаний з окремими виданнями. Загальна кількість друкованої графіки майстра переважала одну тисячу п'ятсот (1500) зразків .

## Оточення

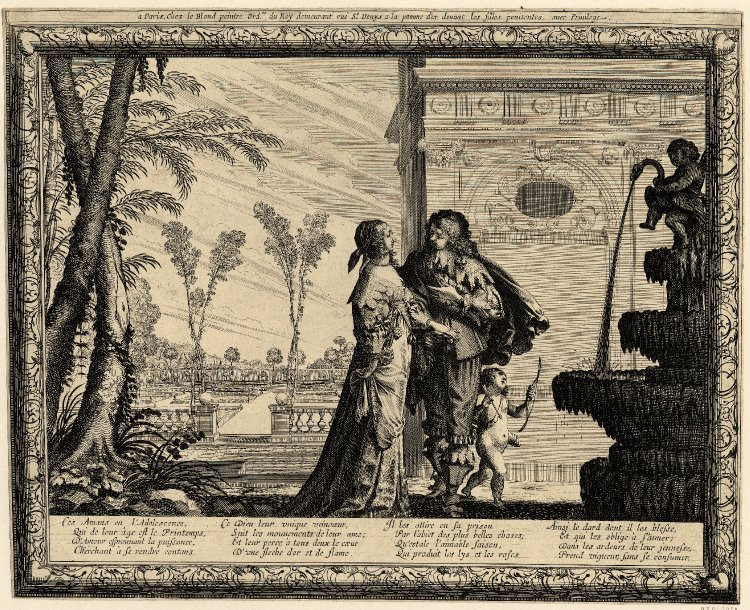
Абрахам Босс. «Юність», серія «Чотири періоди життя чоловіків», 1636 рік.

Серед приятелів і покровителів гравера — аристократ Жерар Дезарг, науковець-математик. Деякі математичні ідеї Дезарга Абрахам Босс переводив у візуальні образи.
Військовий фортифікатор і офіцер Жерар Дезарг після відставки заснував у Парижі приватну школу, де викладали теорію будівництва і математику для будівничих, ремісників, майстрів з виготовлення інструментів. Серед відвідувачів школи був і Абрахам Босс, що вивчав математику і її використання в побудові перспективи.
Наближеність до математика Дезарга мимоволі накликала на гравера вогонь критики і прискіпливої уваги. Ще 1648 року кардинал Мазаріні заснував Королівську (державну) академію живопису і скульптури. З ініціативи і підтримки художника Лорана де Лагіра посаду викладача перспективи і гравіювання віддали Абрахаму Боссу.
Супротивником Жерара Дезарга і Абрахама Босса був впливовий художник і царедворець Шарль Лебрен та його команда. Метою стало завалити конкурентів. Теоретичні праці Абрахама Босса лише дратували Шарля Лебрена та його оточення. Коли представник академії Бішер оприлюднив власний твір про перспективу з посвятою Шарлю Лебрену, Абрахама Босса звинуватили у плагіаті і примусили покинути академію 1661 року. Босс заснував приватну школу, де працював викладачем. Тоді вороги Босса зробили усе, щоби король видав наказ про ліквідацію приватної школи. Наказ короля оприлюднили 24 листопада 1662 року і школу ліквідували. Але Абрахам Босс не підкорився і продовжував пропагувати ідеї Жерара Дезарга та власні знахідки.

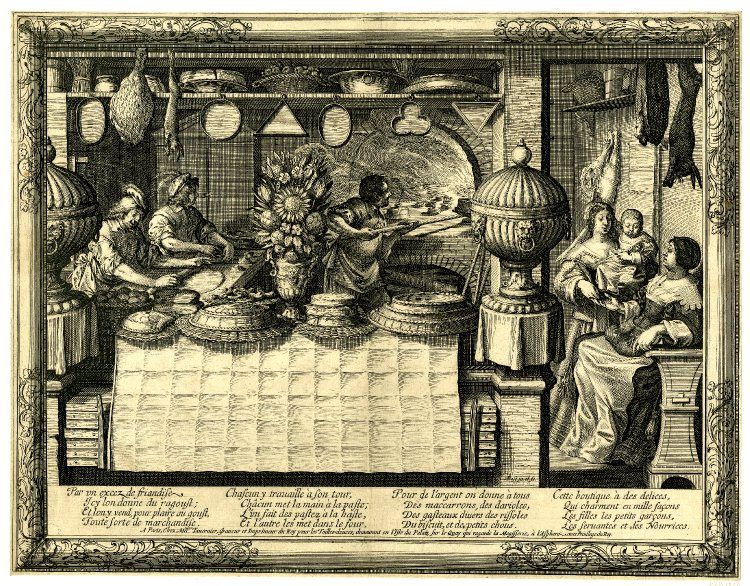
А. Босс. «Крамниця пирогів», до 1635 року.
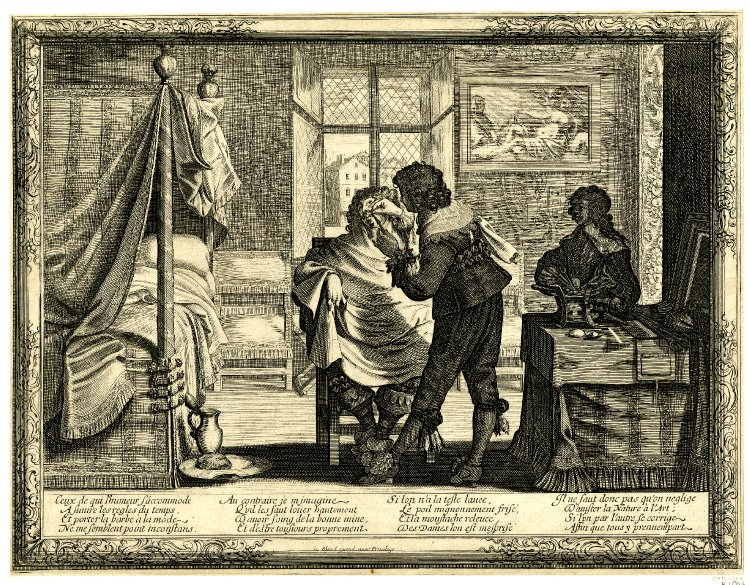
А. Босс. «Перукар», до 1635 року.
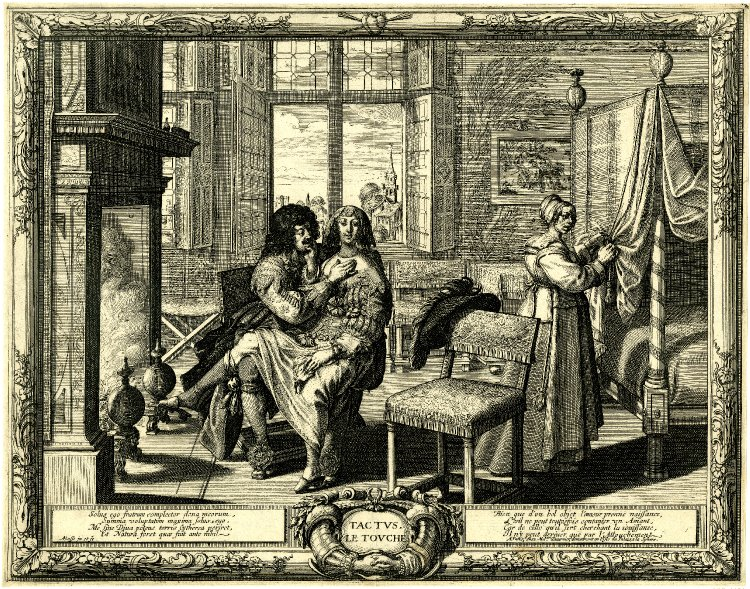
А. Босс. «Дотик», серія «П'ять почуттів», до 1638 року.

## Шлюб
Пошлюбився у 1632 році з Катрін Сарраба.

## Галерея вибраних творів

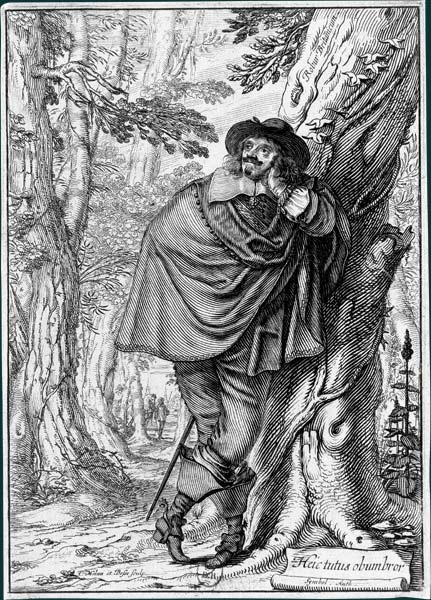
А. Босс. «Портрет Джеймса Ховелла», 1641 р. з картини Клода Меллана.

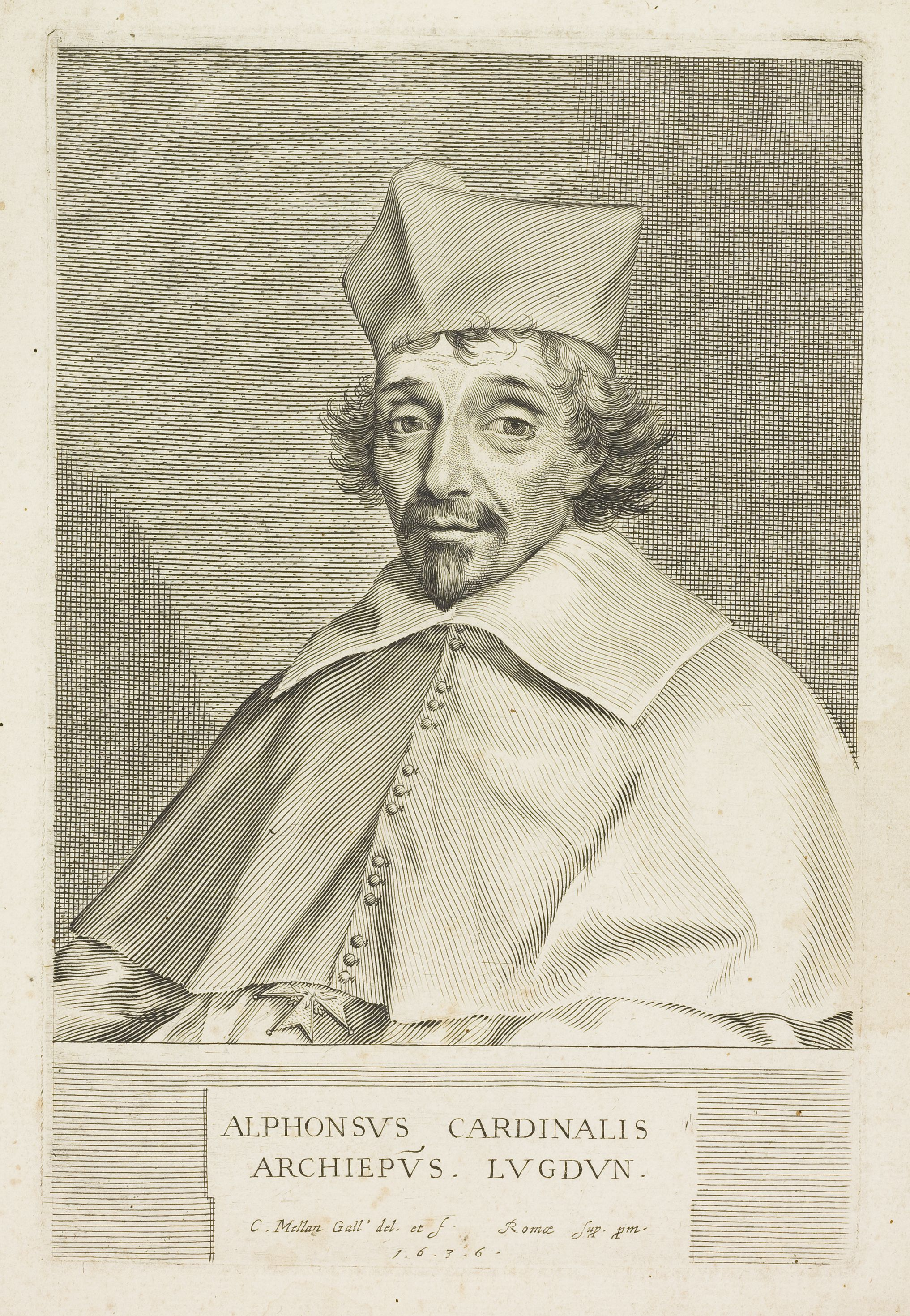
А. Босс. «Кардинал Альфонс Луї де Плессі»
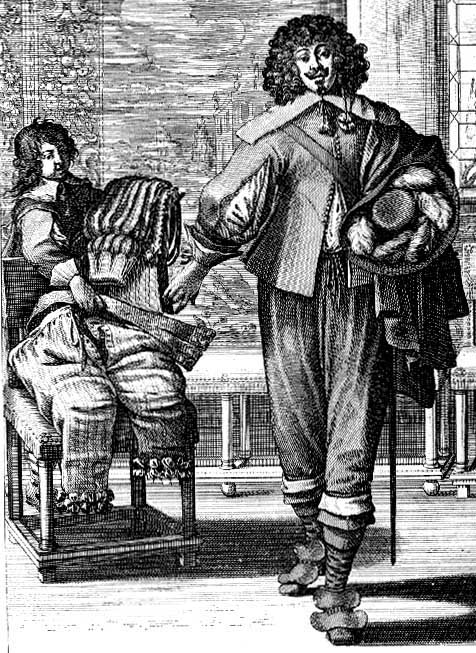
А. Босс. «Заміна важкого одягу на легкий за наказом короля» від 1633 р.
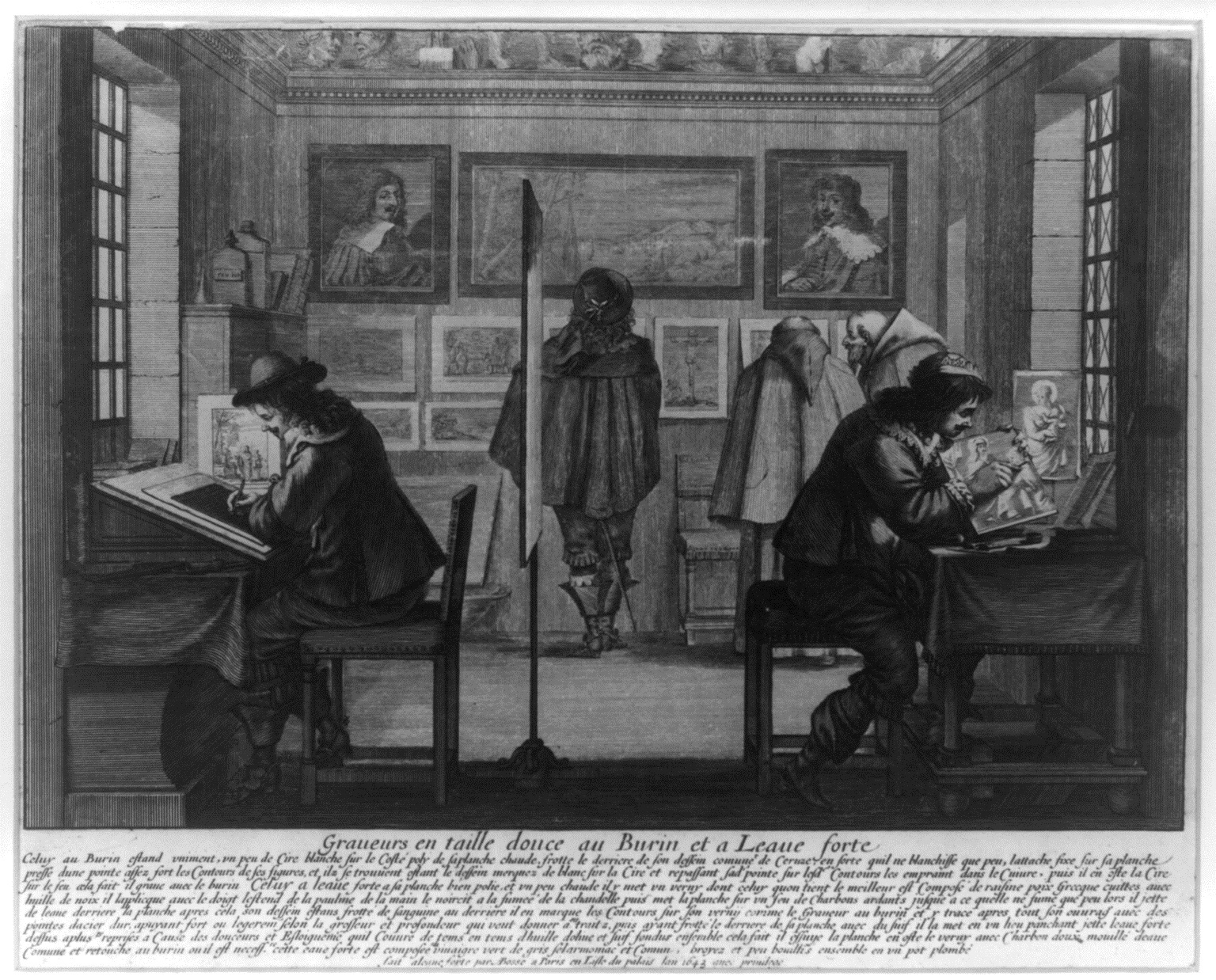
Абрахам Босс, «Майстерня граверів»
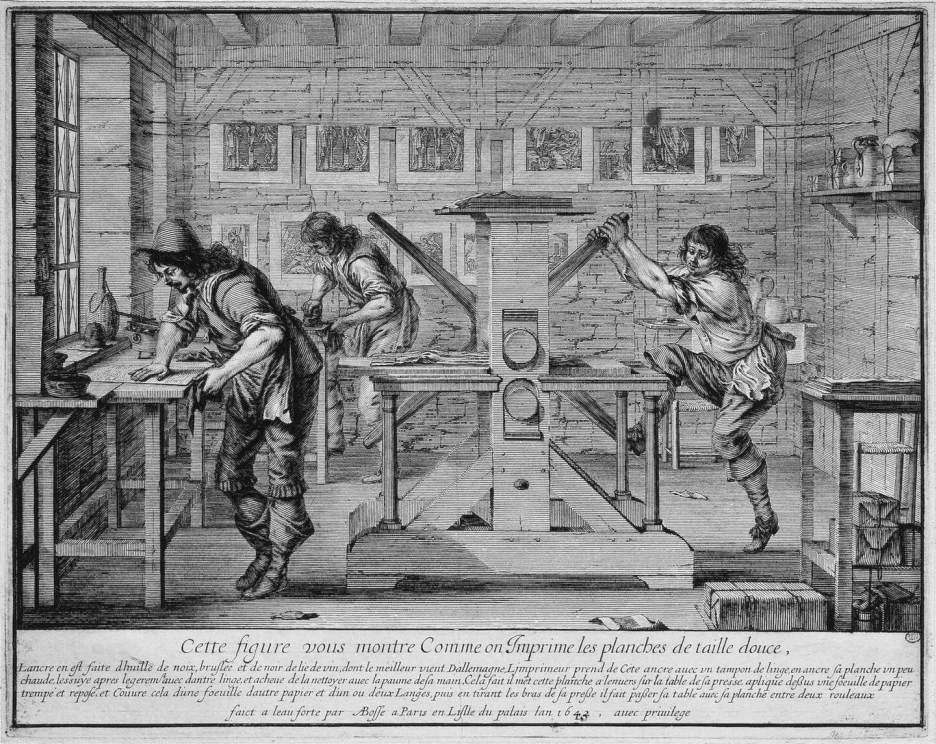
Абрахам Босс, «Друкарня офортів»
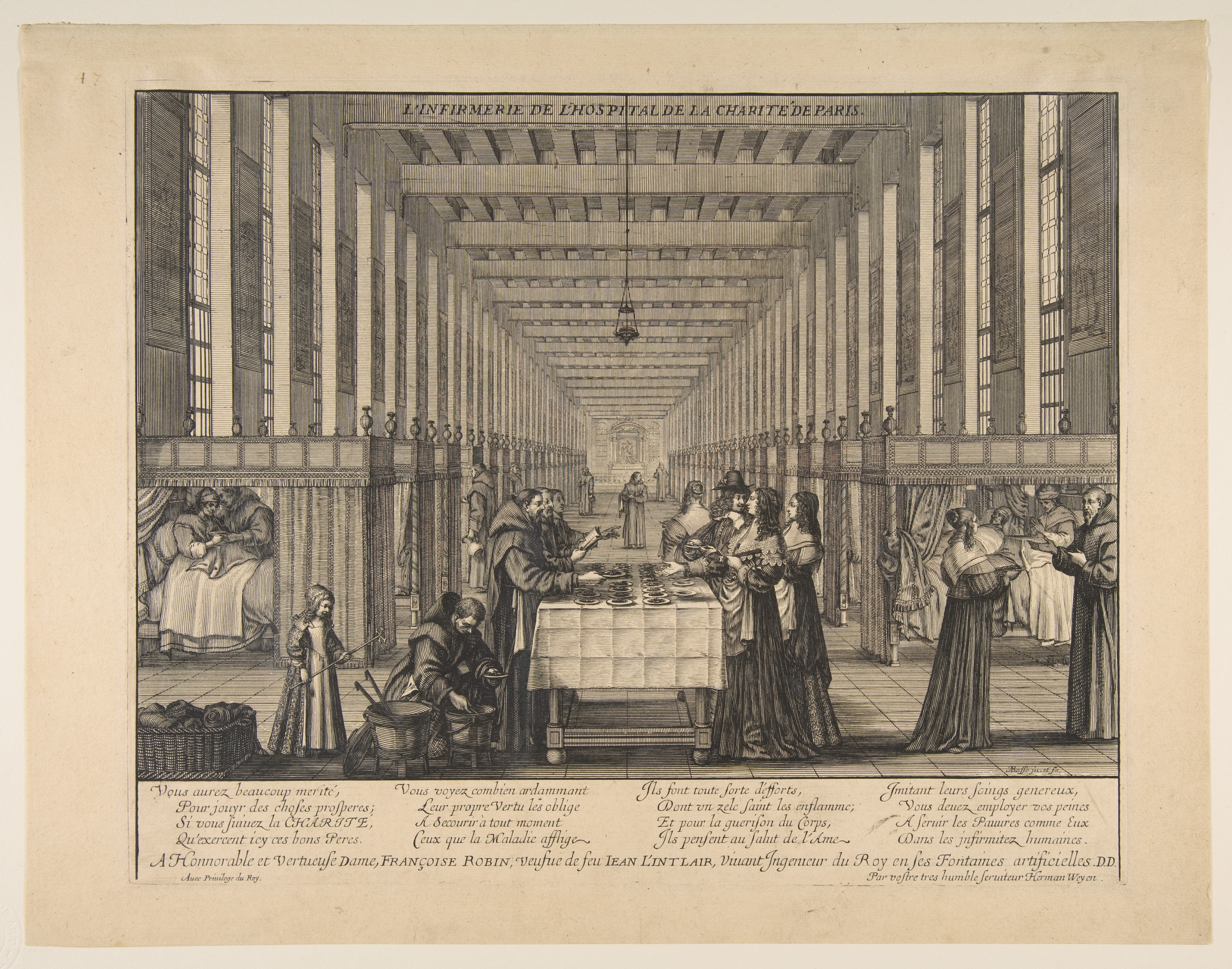
А. Босс. «Лазарет лікарні Милосердя», 1639 р., Музей мистецтва Метрополітен
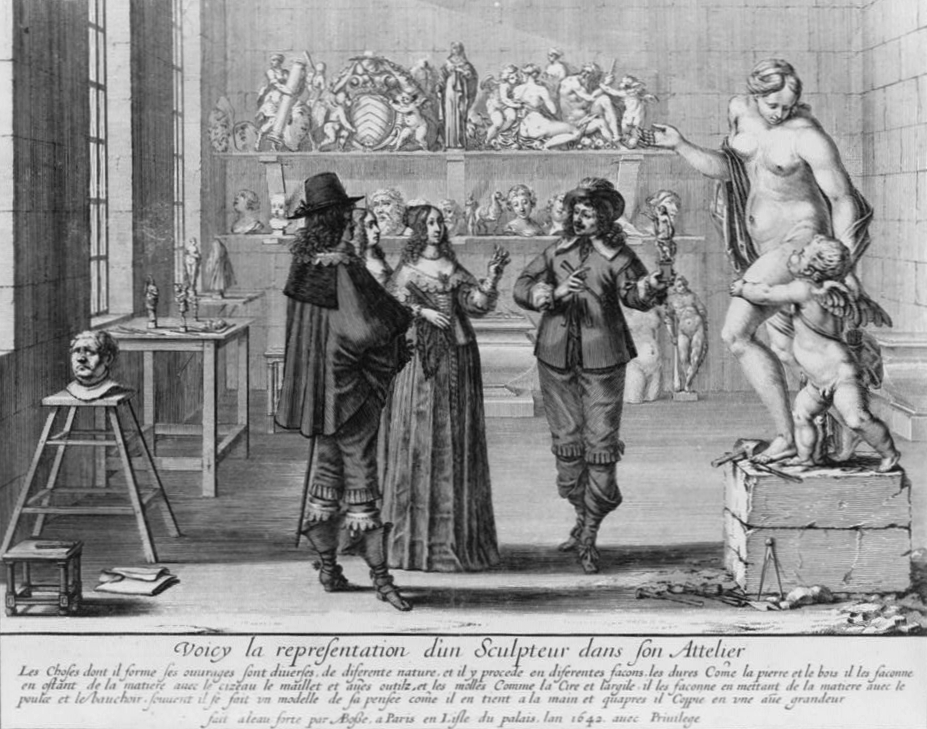
А. Босс. «Відвідувачі в майстерні скульптора», 1642 р.
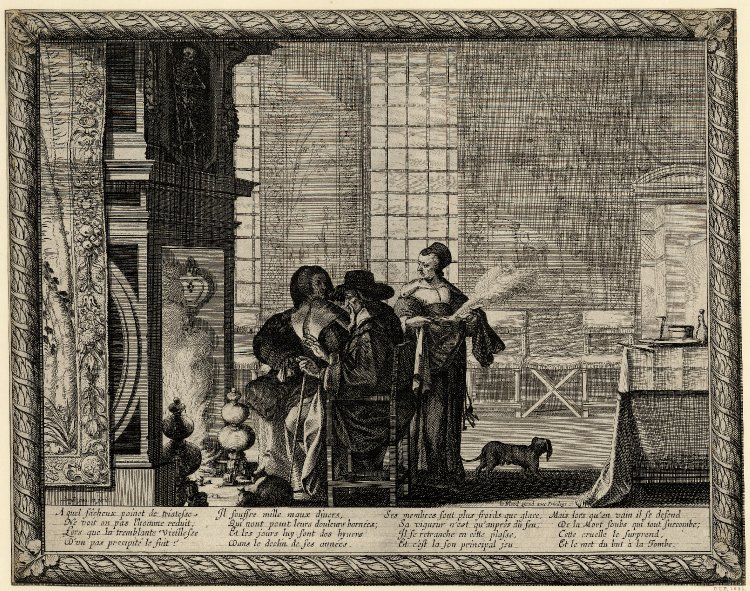
«Старість», серія «Чотири періоди життя чоловіків», 1636 рік
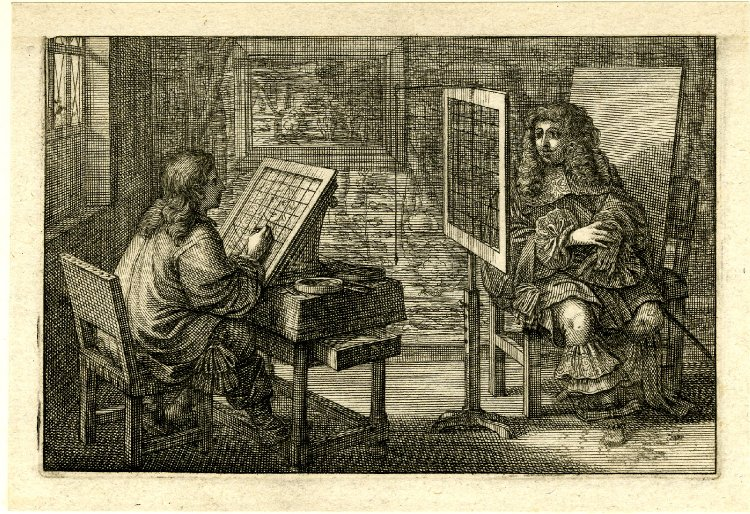
А. Босс. «Майстерня портретиста», до 1667 року